# Cukujomi
Cukujomi (ツクヨミ, 月読) nebo uctivěji Cukujomi no Mikoto (ツクヨミノミコト, 月読命) je bohem měsíce v japonské mytologii a šintó. Jeho jméno se také někdy čte jako Cukijomi (ツキヨミ) dle současného čtení prvního znaku cuki (月) označujícího měsíc. Pro zápis zbytku jména existují různé varianty. Nejčastější je užití znaku jomi (読) s významem číst.

## Zrození
Cukujomi je jedním ze tří vznešených božstev, která se zrodila během rituální očisty boha Izanagiho po návratu z Jomi no kuni (šintoistického podsvětí), kam se vydal hledat svoji zesnulou manželku a sestru Izanami. Když si Izanagi omýval tvář, nejprve si omyl levé oko, z čehož se zrodila bohyně slunce Amaterasu, poté si omyl pravé oko, z čehož se zrodil právě bůh měsíce Cukujomi, a nakonec z nosu se zrodil poslední ze tří vznešených božstev, bůh bouře a větru Susanoo. Izanagi byl zrozením těchto tří potomků velmi potěšen a každému z nich přidělil říši, které budou vládnout. Cukujomiho pověřil vládou nad říší noci.

## Svár slunce a měsíce
Dle některých mýtů je Cukujomi zodpovědný za smrt bohyně jídla Ukemoči. Jednoho dne Cukujomi potkal Ukemoči a požádal ji o jídlo, Ukemoči mu vyhověla a připravila velké množství rozličných pokrmů, avšak toto jídlo pro Cukujomiho naservírovala ze svého nosu, úst a konečníku. To boha velice znechutilo, jelikož takto podávané jídlo považoval za nečisté, a tak bohyni zabil. Z mrtvého těla bohyně vyletěla rýže, různé druhy zeleniny, fazole, proso, pšenice, sójové boby a všelijaká chovná zvířata, jako kráva či kůň. Všechny tyto potraviny dopadly na zemi, díky čemuž se dostaly k lidem.
Cukujomiho sestra Amaterasu se však na bratra za jeho násilný čin rozhněvala a přísahala, že už ho nechce nikdy vidět. A právě důsledkem tohoto sourozeneckého sváru nebývají slunce a měsíc na nebi současně.
Podle jiných mýtů, včetně významné šintoistické kroniky Kodžiki, byl však tím, kdo bohyni zabil, Cukujomiho mladší bratr Susanoo.